# كارلوس راموس ريفاس
كارلوس راموس ريفاس (بالإسبانية: Carlos Ramos Rivas)‏ (و. 1959  م) هو سياسي، واقتصادي فنزويلي.

## مناصب
تولى منصب عضو مجلس نواب فنزويلا ‏
- عضو الجمعية الوطنية في فنزويلا ‏

.

## التعليم
تعلم في جامعة لوس أنديس
.